# Ágyúnaszád-diplomácia
Az ágyúnaszád-diplomácia (angolul: gunboat diplomacy) a külpolitika azon érdekérvényesítési eszköze, mely a haditengerészet, illetve az azzal való fenyegetés és erőszak alkalmazása révén kívánja érvényesíteni az adott hatalom külpolitikáját.

## A fogalom eredete
A fogalom eredete az imperializmus és a gyarmatosítás koráig vezethető vissza mikor a nyugati hatalmak – az Egyesült Államok és Nyugat-Európa országai – esetenként megfélemlítették és előnytelen koncessziók megkötésére kényszerítették a náluk kisebb és kevésbé erős államokat a katonai fölényük demonstrálásával, mely az esetek többségében a haditengerészet alkalmazását jelentette. A nyugati hatalommal tárgyaló ország ugyanis hirtelen egy hadihajót vagy kötelékben érkező hajókat észlelt a partjainál. Csupán a flotta látványának is szinte mindig azonnali hathatós hatása volt, és az esetek többségében nem volt szükség egyéb módszerek (például a fedélzeti fegyverzet) alkalmazására.
Az ágyúnaszád-diplomácia alkalmazásának egyik erősen vitatott esete a Don Pacifico incidens volt 1850-ben, mely során az akkori brit külügyminiszter (és későbbi miniszterelnök) Lord Palmerston a Királyi Haditengerészet egy hajórajának bevetését rendelte el a görögországi Pireusz kikötőjének blokádjára. Az akcióra a brit korona fennhatósága alatt álló David Pacifico elleni erőszak és az utána következő megállapodás hiánya kapcsán került sor, ahol I. Ottó kormánya nem tudott megállapodni a gibraltári születésű (ezáltal brit) Pacifico kárpótlásáról.
Az ország erőkivetési képességéinek ilyen viszonylag egyszerű demonstrációjának hatékonysága azt jelentette, hogy a tengeri a tengeri haderővel rendelkező országok (Nagy-Britannia kifejezetten) világszerte katonai bázisokat (például Diego Garcia az Indiai-óceánon), valamint gazdaságilag előnyös kapcsolatokat létesíthettek. A katonai hódítás mellett az ágyúnaszád-diplomácia alkotta az új kereskedelmi partnerségek, gyarmati előőrsök létrehozásának, valamint a gyarmati birodalom további bővítésének fő eszközét.
Azon országok, melyek nem rendelkeztek kellő nyersanyaggal vagy a megfelelő nyugati technológiai fejlesztésekkel a korábbi békés kapcsolataikat veszélyeztetve érezték ilyen külső nyomás által, és a saját védelmük biztosítása érdekében függővé váltak valamely imperialista nagyhatalomtól saját nyersanyagaikért és piacukért cserébe.
James Cable brit diplomata és tengerészeti stratégiai gondolkodó 1971 és 1993 között megjelent köteteiben jellemezte az ágyúnaszád-diplomáciát. Műveiben a jelenséget az alábbi módon definiálta: „korlátozott tengeri erő használata vagy az azzal való fenyegetés, a háborúindítás kivételével, a célból, hogy előnyt biztosítson vagy kárt előzzön meg egy nemzetközi vitás helyzet előmozdítása érdekében illetve külföldi állampolgárok ellen a saját országuk joghatóságán/területén belül.” A továbbiakban a koncepciót további 4 fő területre osztotta fel:
Döntő erő: az ágyúnaszád-diplomácia használata megmásíthatatlan tény (fait accompli) létrehozására vagy megszüntetésére.
Szándékos erő: a haditengerészeti erő használata az adott kormány vagy csoport politikájának illetve karakterének megváltoztatására.
Katalitikus erő: olyan mechanizmus, melynek célja az időnyerés vagy politikai döntéshozók számára történő lehetőségek megnövelt skálájának bemutatása.
Kifejező erő: a haditengerészeti kapacitások alkalmazása politika üzenet küldésére. Az ágyúnaszád-diplomácia ezen formáját Cable elutasította.
Az ágyúnaszád-diplomácia erősen ellentétben áll a 18. század előtt Hugo Grotius De Jure Belli ac Pacis című művében megfogalmazott nézetekkel, melyben az erő és erőszak alkalmazásának korlátozását írta le a háborús felek közt konfliktus esetén.
Az ágyúnaszád-diplomácia elkülönül a védelmi diplomáciától, mely a védelmi szférába tartozó erőforrások békés alkalmazását hivatott képviselni a bi - és multilaterális kapcsolatok fejlesztése terén. A katonai diplomácia ennek egyik alcsoportja, mely csupán a katonai attasékra és kapcsolódó tevékenységükre utal. A védelmi diplomácia nem tartalmazza a katonai műveleteket, hanem olyan egyéb védelmi tevékenységeket foglal magába, mint nemzetközi személycserék, hajó és repülőgép-látogatások, magas szintű találkozók (pl. miniszterek vagy magas szintű védelmi szférába dolgozó személyzet), gyakorlatok és képzések, a védelmi szektor reformja és bilaterális katonai témájú tárgyalások lefolytatása.

## Az ágyúnaszád-diplomácia a modern korban
Az ágyúnaszád-diplomácia a hegemónia egyik formájának tekinthető. Ahogy az Egyesült Államok a 20. század első évtizedében katonai hatalommá vált az ágyúnaszád-diplomácia roosevelti verziója részben meghaladásra került a dollár diplomácia által, a furkósbot helyét átvette az amerikai magánbefektetések „mézesmadzagja”. Ennek ellenére Wodroow Wilson elnöksége alatt a hagyományos ágyúnaszád-diplomácia alkalmazására is sor került, legismertebb esetben Veracruz 1914-es, az amerikai hadsereg által végrehajtott megszállásánál a mexikói forradalom forgatagában.
Az ágyúnaszád-diplomácia a poszt bipoláris rendszerben továbbra is főképp a haditengerészeti erők alkalmazásán alapul, ezzel biztosítva az Egyesült Államok Haditengerészetének elsöprő fölényét. Az Egyesült Államok kormányai számos esetben változtatták meg a flották kitelepítésének helyzetét az idegen országok álláspontjának formálása érdekében. Nyomatékosabb diplomáciai lépések megtételére került sor a Clinton adminisztráció által a jugoszláv háborúk alatt a 90-es évek folyamán (szövetségben a Tony Blair vezette brit kormányzattal) valamint egyéb helyszíneken Tomahawk típusú cirkáló rakéták használatával és E-3 AWACS légtérellenőrző repülőgépek kitelepítésével, mely a passzív katonai jelenlétet volt hivatott kifejezni.

## Híresebb esetek
- Ópiumháborúk (1840, 1856)
- Angol–zanzibári háború (1896)
- Venezuelai krízis (1902-1903)
- Nagy Fehér Flotta – Great White Fleet (1907)
- Második marokkói válság (1911)
- Veracruz elfoglalása (1914)
- Operation Vantage (1961)
- Dél-kínai-tenger mesterséges szigetei (napjainkban)